# Isoetes ekmanii
Isoetes ekmanii là một loài dương xỉ trong họ Isoetaceae. Loài này được U. Weber mô tả khoa học đầu tiên năm 1922.
Danh pháp khoa học của loài này chưa được làm sáng tỏ. 